# Kopistská výsypka
Kopistská výsypka je rekultivovaná důlní výsypka v okrese Most v Mostecké pánvi ležící mezi městy Most a Litvínov, která byla vyhlášena v roce 2005 jako evropsky významná lokalita Natura 2000. Rozloha výsypky činí 327,68 ha a její nadmořská výška je 232–280 m. Název má podle zaniklé obce Kopisty, která ležela asi 2 km východním směrem. V roce 2013 byla část výsypky vyhlášena jako přírodní památka o rozloze asi 154 ha.

## Poloha
Výsypka se rozkládá na katastrálních územích zaniklých obcí Dolní Jiřetín, Most I, Souš a Třebušice. Její nejvyšší bod (280 m n. m.) leží zhruba 5 km severozápadně od centra města Mostu a 6,5 km jižně od Litvínova. Výsypku vymezuje ze západní, severní a východní strany řeka Bílina v uměle vybudovaném korytě. Z jihu je od městské části Souš oddělena Mosteckým dopravním koridorem se silnicí I/13 a železniční trati Ústí nad Labem – Chomutov. Také z dalších stran je za řekou obklopena silnicemi: na západě silnicí č. 255 a na východě silnicí I/27 z Mostu do Litvínova a železničními vlečkami. Severně za Bílinou se bezprostředně rozkládá areál chemických závodů. Dalšími velkými průmyslovými závody v blízkém okolí jsou Úpravna uhlí Komořany, Teplárna Komořany (United Energy), Krušnohorské strojírny Komořany a lom ČSA. Tímto okolím je způsobena vysoká izolovanost zdejšího ekosystému.

## Historie
Na území dnešní Kopistské výsypky se rozkládala obec Souš (dnes tvoří její zbytek část města Mostu), protékala tudy řeka Bílina, byly zde zemědělsky obhospodařovaná území a malé důlní šachty. Výsypka vznikala odvozem skrývky z povrchového dolu Obránců míru v letech 1945–1976. Už v roce 1962 zde na její části začala lesnická rekultivace, kdy bylo do roku 1969 na ploše 295 ha vysázeno 1,23 miliónů sazenic stromů a zhruba půl miliónů keřů. Tím vznikl lesní porost, který je největší v Mostecké pánvi. Rekultivační práce skončily v roce 1983. Vedle lesních ploch zde byly založeny i travnaté louky (celkem 5,9 ha). Specifikem výsypky je velké množství bezodtokých vodních ploch různé velikosti, které vznikly hromaděním dešťových srážek v nepropustných prohlubeninách na okrajích i uprostřed výsypky. Nejvíce se jich nacházelo v jižní části výsypky, která však byla po roce 1976 zarovnána pro zemědělskou rekultivaci. K té nedošlo a na místě vznikla travnatá plocha (cca 80 ha).
Přes rekultivovanou výsypku byl postaven horkovod komořanské teplárny (uveden do provozu v roce 1978), pro který byl vykácen pruh 3 km dlouhý a 50 m široký. Tím byla rekultivovaná plocha snížena o 4 ha. Úsek je zbaven veškeré vegetace a narušuje jinak celistvý porost.

## Současnost

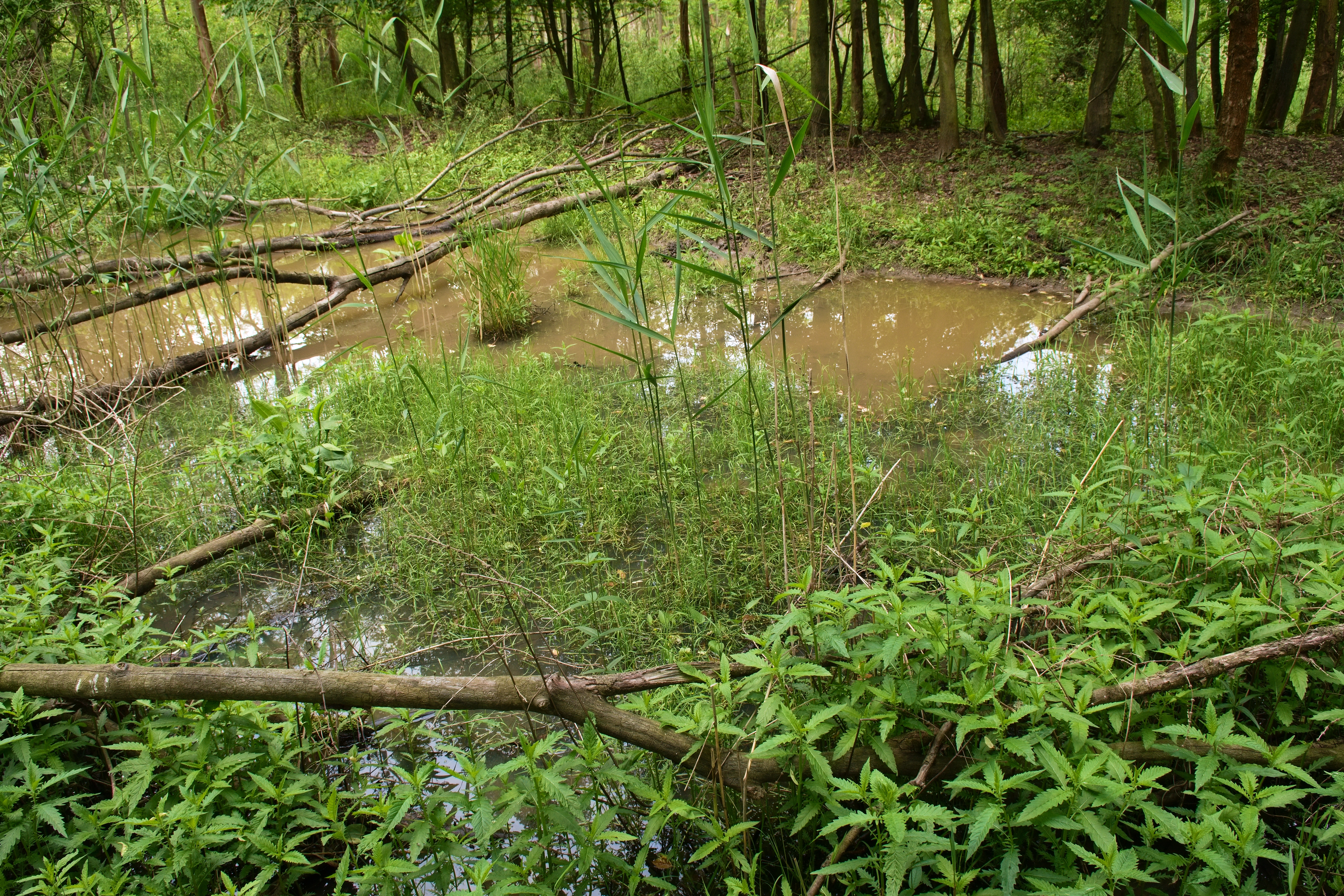
Kopistská výsypka - tůně

Většina Kopistské výsypky je porostlá lesem (70 % plochy výsypky). Stromy jsou většinou listnaté kromě modřínu opadavého (Larix decidua) a bylo zjištěno na 33 druhů, přičemž část se rozšířila přirozenou cestou například bříza bělokorá (Betula pendula), topol osika (Populus tremula). Většina byla vysazena uměle například topol kanadský (Populus x canadensis), trnovník akát (Robinia pseudoacacia), dub červený (Quercus rubra), javor babyka (Acer campestre), habr (Carpinus), jilm (Ulmus), lípa (Tilia) aj.. Na paloucích i v jižní části výsypky je travinná vegetace. V některých mělkých vodních nádržích roste rákos (Phragmites).
Na výsypce se vyskytuje jedna z nejpočetnějších populací čolka velkého (Triturus cristatus) v Ústeckém kraji.

## Další významné výsypky v okrese Most
- Čepirožská výsypka
- Hornojiřetínská výsypka
- Růžodolská výsypka
- Střimická výsypka
- Velebudická výsypka
- Výsypka Malé Březno